# Shulamith Firestone
Shulamith Firestone, née le 7 janvier 1945 à Ottawa et morte le 28 août 2012 à New York, est une féministe radicale canadienne. Membre fondatrice des New York Radical Women, des Redstockings (en) et des New York Radical Feminists (en), elle est l'une des figures centrales du mouvement féministe radical. Firestone a publié, en 1970, La Dialectique du sexe.

## Biographie
Shulamith Firestone est née à Ottawa, au Canada, dans une famille juive à la fin de la Seconde Guerre mondiale. Elle est la deuxième de six enfants et la première fille de Kate Weiss, une réfugiée juive allemande ayant fui la Shoah, et de Sol Feuerstein, un vendeur de Brooklyn. En avril 1945, alors que Firestone a quatre mois, son père participe dans son unité à la libération du camp de concentration de Bergen-Belsen en Allemagne. 
Durant son enfance, la famille anglicise son nom de famille de « Feuerstein » à « Firestone » et déménage à Saint-Louis, dans le Missouri. Son père avait adopté le judaïsme orthodoxe à l'adolescence et, selon Susan Faludi , il exerce un contrôle strict sur ses enfants. L'une des sœurs de Firestone, la future rabbine du Renouveau juif Tirzah Firestone (en), se souvient que leur père dirigeait une grande partie de sa colère vers Shulamith qui s'opposait fréquemment aux attentes sexistes au sein du foyer. Une autre sœur, Laya Firestone Seghi, a raconté des cas où Sol et Shulamith menaçaient de s'entretuer. 
Shulamith Firestone fait ses études au Yechiva de Telshe, à l'Université de Washington et à l'École de l'Institut d'art de Chicago, où elle obtient un diplôme en peinture (Bachelor of Fine Arts, BFA). Elle est à l'époque filmée pour un documentaire jamais diffusé, mais qui est retrouvé dans les années 1990 par une cinéaste expérimentale, Elisabeth Subrin, qui réalise par la suite Shulie (1997), où une jeune actrice joue le rôle de Firestone.
À Chicago, Shulamith Firestone organise le Westside Group avec Jo Freeman, qui précéde l'Union de Libération des femmes de Chicago (en). Elle s'installe à New York en octobre 1967, où elle participe à la fondation des New York Radical Women (NYRW). À partir de 1969, NYRW se divise entre les politicos (ou féministes socialistes) et les féministes radicales, dont fait partie Shulamith Firestone. À la dissolution de NYRW, Firestone et Ellen Willis fondent le groupe féministe radical Redstockings (en), en février 1969, nommé en référence aux Bluestockings, les femmes intellectuelles des siècles précédents. Fin 1969, Firestone, attaquée sur son mode de direction du groupe, quitte le collectif pour cofonder les New York Radical Feminists (en), avec qui elle rompt en 1970, pour des motifs similaires.
En 1970, Firestone écrit La Dialectique du sexe : les arguments en faveur d’une révolution féministe. Publié en septembre de la même année, le livre devient un texte féministe influent. La dialectique du sexe et les idées qui y sont présentées prennent de l'importance à la fois dans le cyberféminisme et le xénoféminisme, car elles sont porteuses d'autres sujets concernant la technologie et le genre,. Au cours de sa carrière d'écrivaine, Firestone aide également à rédiger et à éditer un magazine appelé Notes. Son dernier texte, Airless Spaces, écrit en 1998, consistait en des nouvelles toutes liées à son expérience de la maladie mentale et de la schizophrénie. 

## La Dialectique du sexe
Dans ce livre, Shulamith Firestone tente une synthèse d'idées hétérogènes, sorte de version féministe du freudo-marxisme. Elle reprend les idées de Karl Marx et Engels, Freud, celles de Reich, et celles de Simone de Beauvoir (Le Deuxième sexe, 1949) pour élaborer sa propre théorie féministe, qui influença largement la deuxième vague féministe aux États-Unis.
Optimiste quant à l'utilisation de la technologie et lectrice de Daniel Bell (Vers la société post-industrielle, 1973) et d'Alvin Toffler, Firestone préconisait l'usage de celle-ci afin de se libérer des inégalités de genre qui étaient, selon elle, aggravées par le caractère biologique des corps féminins. Elle militait ainsi en faveur de la cybernétique, de la contraception, de l'avortement et du soutien étatique à l'éducation des enfants, afin de permettre aux femmes d'échapper aux contraintes liées à la maternité. Firestone soutenait aussi la fécondation in vitro ainsi que la sélection sexuelle (du sexe de l'enfant à naître).
Elle a aussi beaucoup insisté sur ce qu'elle appelait la « cybernation », ou les processus d'automation industrielle qui modifierait les formes du travail et de production sociale.
Selon Shulamith Firestone, qui militait en faveur de l'amour libre et de la libre expression sexuelle, une société post-patriarcale mènerait au dépérissement de la famille nucléaire et à l'instauration de communautés intentionnelles vivant dans le cadre d'une société socialiste.

« Tout comme le but final de la révolution socialiste n'était pas juste l'abolition des privilèges économiques de classe mais l'abolition des classes elles-mêmes, le but final de la révolution féministe ne doit pas juste être […] l'abolition des privilèges masculins mais l'abolition des différences sexuelles elles-mêmes. »

## Héritage
Son livre influença l'utopie de l'écrivaine américaine Marge Piercy, Une femme au bord du temps (1976). Le Tigre, un groupe punk féministe lié à la scène riot grrrl, a écrit une chanson en l'honneur de Firestone.
La technophilie propre à l'œuvre de Firestone, ainsi que de Valerie Solanas, autrice de SCUM Manifesto, a fait l'objet de critiques dans les années 1980 par Cynthia Cockburn et Juliet Webster. Dans le Manifeste du Cyborg (1985), Donna Haraway a par la suite critiqué ce qu'elle considérait comme une position essentialiste concernant le genre et la technologie propre aussi bien aux technophiles qu'aux technophobes.

## Œuvres
- The Dialectic of Sex: The Case for Feminist Revolution, Morrow, 1970  (ISBN 0-688-06454-X) ; Bantam, 1979,  (ISBN 0-553-12814-0) ; Farrar Straus Giroux, 2003,  (ISBN 0-374-52787-3). Traduction française : La dialectique du sexe, Stock, 1972.
- Airless Spaces, recueil de nouvelles, Semiotext(e), 1998,  (ISBN 1-57027-082-1). Traduction française par Émilie Notéris, Zones mortes, éditions Brook, 2020  (ISBN 978-2-9568700-1-2).